# Vaccinium subfalcatum
Vaccinium subfalcatum är en ljungväxtart som beskrevs av Elmer Drew Merrill och Hermann Sleumer. Vaccinium subfalcatum ingår i Blåbärssläktet, och familjen ljungväxter. Inga underarter finns listade i Catalogue of Life.